# Alfaroa manningii
Alfaroa manningii är en valnötsväxtart som beskrevs av J. Leon. Alfaroa manningii ingår i släktet Alfaroa och familjen valnötsväxter. Inga underarter finns listade i Catalogue of Life.